# Teraz (dramat)
Teraz. Obrazek w jednym akcie – jednoaktowa komedia Aleksandra Fredry.
Dokładna data powstania utworu nie jest znana. Na podstawie aluzji w treści sztuki oraz informacji w innych wypowiedziach Fredry można przyjąć, że utwór powstał nie wcześniej niż w 1862. Autograf sztuki zaginął w czasie II wojny światowej. Po śmierci Fredry komitet zajmujący się jego spuścizną ocenił utwór jako mierny. Jednak sam autor w przygotowywanym pod koniec życia planie wydania dzieł umieścił notatkę broniącą wartości tego dzieła. Sztuka została wystawiona w Krakowie już 20 listopada 1877, zaś we Lwowie 9 stycznia 1878. Utwór został po raz pierwszy wydrukowany w 1880 w tomie X pośmiertnego wydania dzieł Fredry (s. 113–146). Od połowy XX w. sztuka miała przynajmniej cztery inscenizacje, w tym dwukrotnie w Teatrze Polskiego Radia – w 1976 (reż. Bogdan Augustyniak) oraz w 2001 (reż. Andrzej Zakrzewski).
Bohaterem sztuki jest Leon, człowiek bogaty i uczciwy. Miał on otrzymać rękę jednej ze swoich kuzynek, jednak na skutek wahań wyprzedzili go inni konkurenci. Głównym tematem sztuki jest krytyka teraźniejszości w porównaniu z przeszłością.